# 郭登
郭登（1403年—1472年），字元登，明朝靖边大将，武定侯郭英之孫。濠（今安徽凤阳）人。景泰初年，以破瓦剌之功，封定襄伯。英宗复辟，因事谪戍甘肃，成化初复爵，充任甘肃总兵官。卒赠侯，谥忠武。郭登诗才咨肆，或沉雄浑厚，或委婉生动，语言平易而含义隽永，大都琅琅可诵。与其父郭玘、兄郭武合著《联珠集》22卷。

## 生平
郭登年幼好學善議論。洪熙年間，授勛衛。正統年間，跟從王驥征麓川有功，擢錦衣衛指揮僉事。后又跟從沐斌征騰沖，升任都指揮僉事。正統十四年，明英宗北征行至大同，超拜都督僉事，充參將，佐總兵官廣寧伯劉安鎮守。朱勇等人商議，請求明英宗早日班師，并告訴學士曹鼐、張益曰「車駕宜入紫荊關」。但太監王振不從，大軍在土木堡被圍，英宗被俘。當時，大同軍士多戰死，城門緊閉，人心惶惶。郭登則出面慷慨奮勵，修建城池與兵器，并撫恤吊念死傷，親自為人換藥，稱「吾誓與此城共存亡，不令諸君獨死也。」同年八月，也先挾持英宗抵達大同，派遣袁彬入城索金幣。郭登緊閉城門，以飛橋取袁彬。隨後，郭登與劉安、及侍郎沈固、給事中孫祥、知府霍瑄等出謁，伏地慟哭。并以兩萬黃金，以及宋瑛、朱冕、內臣郭敬家資提供給英宗。該夜，瓦剌駐軍城西，郭登謀劃率領將士劫營迎駕，沒有成功。此日也先挾持英宗離去。
明景帝監國時，進升其為都督同知，充副總兵。之後命其代替劉安為總兵官。同年十月，也先進犯京師，郭登率領部隊入援，兵未抵達，瓦剌已經退軍。明景帝優詔褒答，進右都督。景泰元年，他偵探得知敵人數千騎兵偷襲，其親自率兵追討獲勝，使得土木之變后的士氣得到大振。后封定襄伯，予世券。同年四月、六月，接連擊敗也先偷襲。當時大同鎮守太監陳公忌恨郭登，兩人屢有抗爭。明景帝知道后，派遣右監丞馬慶取代陳公，郭登得知后更加感奮。當時，也先欲佔領大同為根據地，所以屢次進犯，但每次進攻均得敗。天順二年，郭登以老疾乞休，舉石彪自代，后不予批准。之後其彈劾沈固廢事，而薦尚書楊寧、布政使年富，之後請年富取代沈固，鎮守大同。次年，郭登被召還，言官彈劾其勾結陳汝言獲召回，經詢問為實當論斬，英宗寬恕，降都督僉事，立功甘肅。明憲宗即位后，下詔恢復伯爵，充任甘肅總兵官。后因朱永舉薦，召回掌管中軍都督府事，并總督神機營。成化四年，復設十二團營，命郭登與朱永共同擔任提督。成化八年去世，贈侯，諡忠武。

## 家族[4]
- 父 郭玘
- 母 高氏
- 大哥 郭武
- 姊 郭愛
- 二哥 郭理